# Động đất Alexandria 1955
Động đất Alexandria 1955 (tiếng Ả Rập: زلزال الإسكندرية 1955) là trận động đất xảy ra vào lúc 8:09 (theo giờ địa phương), ngày 12 tháng 9 năm 1955. Trận động đất có cường độ 6.3 richter, tâm chấn độ sâu khoảng 25 km. Hậu quả trận động đất đã làm 18 người chết, 89 người bị thương.